# António José da Rocha Couto
António José da Rocha Couto (Vila Boa do Bispo, 18 aprile 1952) è un vescovo cattolico portoghese, dal 19 novembre 2011 vescovo di Lamego.

## Biografia
António José da Rocha Couto è nato a Vila Boa do Bispo, una freguesia del comune di Marco de Canaveses, il 18 aprile 1952.

### Formazione e ministero sacerdotale
Il 2 ottobre 1963 è entrato nel seminario di Tomar, istituto appartenente alla Società portoghese per le missioni d'oltremare, oggi nota come Società portoghese per le missioni.
Il  3 dicembre 1980 è stato ordinato presbitero a Cucujães. Ha trascorso i primi anni di ministero presso il seminario di Tomar accompagnando gli studenti dell'11º e 12º anno. Nell'anno accademico 1981-1982 è stato professore di religione e morale cattolica presso la scuola "Santa Maria do Olival" a Tomar. Nel 1982 ha frequentato il corso per cappellani militari dell'Accademia militare di Lisbona e al termine è stato nominato cappellano militare del battaglione del servizio materiale a Entroncamento e, poco dopo, anche della Escola Prática de Engenharia di Tancos. In seguito è stato inviato a Roma per studi. Nel 1986 ha conseguito la licenza in teologia biblica. Dopo aver trascorso circa un anno presso lo Studium Biblicum Franciscanum di Gerusalemme, nel 1989 ha conseguito il dottorato in teologia presso l'Istituto Francescano Emmaus della stessa città. Nell'anno accademico 1989-1990 è stato professore di Sacra Scrittura presso il seminario maggiore di Luanda. Ritornato in Portogallo, è entrato in servizio presso il seminario della sua Società a Valadares, con il compito di formare gli studenti di teologia. È stato anche professore presso le sedi di Porto e Lisbona della Facoltà di Teologia dell'Università Cattolica del Portogallo dall'anno accademico 1990-1991. Dal 1996 al 2002 è stato rettore del seminario di Valadares. È stato anche vicario generale della sua Società dal 1999 al 29 luglio 2002, giorno in cui è stato eletto superiore generale della stessa.
Il 7 agosto 2004 papa Giovanni Paolo II lo ha nominato membro della Congregazione per l'evangelizzazione dei popoli.

### Ministero episcopale
Il 6 luglio 2007 papa Benedetto XVI lo ha nominato vescovo ausiliare di Braga e titolare di Azura. Ha ricevuto l'ordinazione episcopale il 23 settembre successivo nel seminario di Vila de Cucujães dall'arcivescovo metropolita di Braga Jorge Ferreira da Costa Ortiga, co-consacranti il vescovo di Porto Manuel José Macário do Nascimento Clemente e quello di Leiria-Fátima António Augusto dos Santos Marto. Come motto episcopale ha scelto l'espressione "Vejo um ramo de amendoeira" (Ger 1,11).
Nel novembre del 2007 ha compiuto la visita ad limina.
Il 19 novembre 2011 lo stesso papa Benedetto XVI lo ha nominato vescovo di Lamego. Ha preso possesso della diocesi il 29 gennaio successivo.
Nel settembre del 2015 ha compiuto una seconda visita ad limina.
Dal 2003 è collaboratore in qualità di biblista del Programa Ecclesia del rete RTP2. È autore di numerosi libri, voci di enciclopedie e articoli in raccolte e riviste.

## Genealogia episcopale e successione apostolica
La genealogia episcopale è:
- Cardinale Scipione Rebiba
- Cardinale Giulio Antonio Santori
- Cardinale Girolamo Bernerio, O.P.
- Arcivescovo Galeazzo Sanvitale
- Cardinale Ludovico Ludovisi
- Cardinale Luigi Caetani
- Cardinale Ulderico Carpegna
- Cardinale Paluzzo Paluzzi Altieri degli Albertoni
- Papa Benedetto XIII
- Papa Benedetto XIV
- Cardinale Enrico Enriquez
- Arcivescovo Manuel Quintano Bonifaz
- Cardinale Buenaventura Córdoba Espinosa de la Cerda
- Cardinale Giuseppe Maria Doria Pamphilj
- Papa Pio VIII
- Papa Pio IX
- Cardinale Alessandro Franchi
- Cardinale Gaetano Aloisi Masella
- Cardinale José Sebastião d'Almeida Neto, O.F.M.Disc.
- Vescovo António José de Souza Barroso
- Vescovo Manuel Luís Coelho da Silva
- Cardinale Manuel Gonçalves Cerejeira
- Arcivescovo Ernesto Sena de Oliveira
- Arcivescovo Eurico Dias Nogueira
- Arcivescovo Jorge Ferreira da Costa Ortiga
- Vescovo António José da Rocha Couto, S.M.P.

La successione apostolica è:
- Vescovo Joaquim Proença Dionísio (2023)